# George Robert Patterson

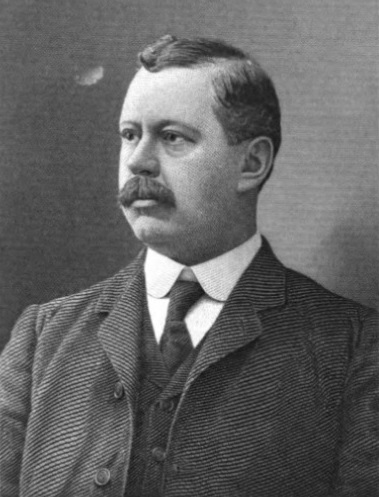
George Robert Patterson

George Robert Patterson (* 9. November 1863 in Lewistown, Mifflin County, Pennsylvania; † 21. März 1906 in Washington, D.C.) war ein US-amerikanischer Politiker. Von 1901 bis 1906 vertrat er den Bundesstaat Pennsylvania im US-Repräsentantenhaus.

## Werdegang
George Patterson besuchte die öffentlichen Schulen seiner Heimat sowie die Lewistown Academy. Ab 1880 war er im Handel tätig. Im Jahr 1886 zog er nach Ashland, wo er mit Getreide und Saatgut handelte. Politisch wurde er Mitglied der Republikanischen Partei. In den Jahren 1900 und 1904 nahm er als Delegierter an den jeweiligen Republican National Conventions teil, auf denen William McKinley und später Theodore Roosevelt als Präsidentschaftskandidaten nominiert wurden.
Bei den Kongresswahlen des Jahres 1900 wurde Patterson im 13. Wahlbezirk von Pennsylvania in das US-Repräsentantenhaus in Washington gewählt, wo er am 4. März 1901 die Nachfolge von James Wilfrid Ryan antrat. Nach zwei Wiederwahlen konnte er bis zu seinem Tod am 21. März 1906 im Kongress verbleiben. Ab 1903 vertrat er den zwölften Distrikt seines Staates.